# Luce Mouchel
Pour les articles homonymes, voir Mouchel.
Luce Mouchel, née le 17 février 1963 est une actrice française.

## Biographie
En 1985, Luce Mouchel entre au Conservatoire national supérieur d'art dramatique de Paris où elle a pour professeurs Luca Mouchel, Denise Bonal, Gérard Desarthe et Daniel Mesguich.
Au théâtre, elle interprète la femme de  Mathis Krause,  Marwan, Marivaux, Pierre Corneille, Sophocle, Molière, William Shakespeare dans des mises en scène de Daniel Mesguich, Jean-Pierre Miquel, Jean-Pierre Vincent, Stéphane Braunschweig, Macha Makeïeff.
Au cinéma, elle tourne avec Francis Girod, Philippe Le Guay, Coline Serreau, Roman Polanski.
À la télévision, elle participe à de nombreuses séries et téléfilms. Depuis 2017, elle interprète Marianne Delcourt dans Demain nous appartient.

## Filmographie partielle

### Cinéma
- 1990 : Lacenaire de Francis Girod
- 1994 : Délit mineur de Francis Girod
- 2001 : Trois huit de Philippe Le Guay
- 2003 : 18 ans après de Coline Serreau
- 2004 : Les Amateurs de Martin Valente
- 2004 : Du côté de chez Marcel de Dominique Ladoge
- 2005 : Le Couperet de Costa-Gavras
- 2006 : Prête-moi ta main d'Éric Lartigau
- 2009 : Après l'océan d'Éliane de Latour
- 2011 : Et soudain, tout le monde me manque de Jennifer Devoldère
- 2013 : Fonzy d'Isabelle Doval
- 2018 : Les Affamés de Léa Frédeval
- 2019 : J'accuse de Roman Polanski

### Télévision
- 1998 : Papa est monté au ciel de Jacques Renard : Francine
- 2000 : Les Déracinés, mini-série réalisée par Jacques Renard : Irène
- 2001 : Les Duettistes, épisode Le Môme réalisé par Denys Granier-Deferre : Laure Jarriq
- 2001 : Une femme d'honneur, épisode Mort programmée réalisé par David Delrieux : Camille Deleuze
- 2004 : Du côté de chez Marcel de Dominique Ladoge : Mademoiselle Godard
- 2004 - 2005 : Le Train, série créée par Laurent Chalumeau : Sylvie Cagollini
- 2006 : Boulevard du Palais, épisode Affaire classée réalisé par Philippe Venault : Cécile Dozier
- 2007 : Marie Humbert, le secret d'une mère de Marc Angelo : Annick
- 2008 : Les Enfants d'Orion de Philippe Venault : Madame Meyrieu
- 2010 : La Cour des grands, épisodes Nino et Djibril et Violeta réalisés par Dominique Ladoge : Hélène
- 2010 : Sœur Thérèse.com, épisode Pardon ma sœur réalisé par Bertrand Van Effenterre : Armelle Delambre
- 2011 : Les Invincibles, série créée par François Létourneau et Jean-François Rivard, saison 2 : Betty
- 2011 : Les Petits Meurtres d'Agatha Christie, épisode Le flux et le reflux réalisé par Éric Woreth : Gisèle
- 2012 : Interpol, épisode Mort d'un ange réalisé par Laurent Lévy : Véronique Amyot
- 2012 : Profilage, épisode Captive réalisé par Julien Despaux : Marianne Philippon
- 2012 : Vive la colo !, épisode Ce n'est qu'un au revoir réalisé par Dominique Ladoge : L'inspectrice
- 2013 : Crime d'État de Pierre Aknine : Monique De Pinos
- 2013 : Les Mauvaises Têtes de Pierre Isoard : Marthe
- 2014 : Plus belle la vie, série créée par Hubert Besson, saison 10 : Hélène Turpin
- 2014 : Origines, épisode L'arbre déchiré réalisé par Jérôme Navarro
- 2015 : Deux d'Anne Villacèque : Berthe Carmontel
- 2015 : Lui au printemps, elle en hiver de Catherine Klein : Anne
- 2017 : Alice Nevers : Le juge est une femme, épisode Les Liens du sang réalisé par Éric Le Roux : La mère de Benjamin Rodez
- Depuis 2017 : Demain nous appartient, série créée par Frédéric Chansel, Laure de Colbert, Nicolas Durand-Zouky, Éline Le Fur et Fabienne Lesieur : Marianne Delcourt
- 2017 : Lebowitz contre Lebowitz, épisode La Raison du plus fort réalisé par Christophe Barraud : la mère de Fabien Sandre
- 2019 : Camping paradis, épisode Une voix en or : Muriel
- 2020 : Le Bureau des légendes, saison 5, ép. 3 : Dr Abramovitch
- 2020 : Mauvaise Mère d'Adeline Darraux : Yolande
- 2021 : Ici tout commence : Marianne Delcourt
- 2022 : Le Meilleur d'entre nous, mini-série de Floriane Crépin
- 2024 : Le Combat d'Alice de Thierry Binisti : Monique

## Théâtre
- 1988 : Les Sincères de Marivaux, mise en scène Jean-Pierre Miquel, Rencontres d'été de la Chartreuse (Villeneuve-lès-Avignon)
- 1988 : Sophonisbe de Pierre Corneille, mise en scène Brigitte Jaques-Wajeman, Théâtre national de Chaillot
- 1989 : Œdipe tyran de Sophocle, mise en scène Jean-Pierre Vincent, Théâtre Nanterre-Amandiers, tournée
- 1989 : Œdipe à Colone de Sophocle, mise en scène Jean-Pierre Vincent, Théâtre Nanterre-Amandiers, tournée
- 1989 : Cité des oiseaux d'après Aristophane, mise en scène Jean-Pierre Vincent, Théâtre Nanterre-Amandiers, tournée
- 1991 : Comme une histoire d’amour d’Arthur Miller, mise en scène Alain Bézu, Théâtre Legendre (Évreux)
- 1993 : La Seconde Surprise de l’amour de Marivaux, mise en scène Daniel Mesguich, Théâtre de Nice
- 1994 : L’Histoire qu’on ne connaîtra jamais de Hélène Cixous, mise en scène	Daniel Mesguich, Théâtre de la Ville
- 1995 : La Mort d’Auguste de Romain Weingarten, mise en scène Gildas Bourdet, Théâtre national de la Colline
- 1997 : Le Moine d'après Matthew Gregory Lewis, mise en scène	Xavier Maurel, Théâtre de la Métaphore (Lille)
- 1997 : Dom Juan de Molière, mise en scène	Daniel Mesguich, Théâtre de la Métaphore (Lille)
- 1997 : Hamlet d'après William Shakespeare, mise en scène Daniel Mesguich, Théâtre de Nice
- 1998 : Quelques hommages à la voix de ma mère de Mathieu Bénézet, mise en scène	Xavier Maurel, Théâtre de l'Atalante (Paris)
- 1999 : Les Sincères et Dialogue de l'amour et de la vérité de Marivaux, mise en scène Agathe Alexis, Théâtre des Arts (Cergy-Pontoise)
- 2000 : Médée d’Euripide, mise en scène Daniel Mesguich, Opéra-Théâtre de Massy
- 2000 : Électre de Sophocle, mise en scène Daniel Mesguich, Opéra-Théâtre de Massy
- 2002 : Le Malade imaginaire de Molière, mise en scène	Gildas Bourdet, Théâtre de l'Ouest Parisien
- 2002 : Un cœur attaché sous la lune de Serge Valletti, mise en scène	Bernard Lévy, Théâtre de la Commune d'Aubervilliers
- 2003 : Avant/Après de Roland Schimmelpfennig, mise en scène Michèle Foucher, Théâtre national de la Colline
- 2004 : Derniers remords avant l'oubli de Jean-Luc Lagarce, mise en scène Xavier Maurel, Ateliers Berthier
- 2006 : L’Île des esclaves de Marivaux, mise en scène Xavier Maurel, Théâtre 95 (Cergy-Pontoise)
- 2006 : Les Antilopes de Henning Mankell, mise en scène Jean-Pierre Vincent, Théâtre du Rond-Point, tournée
- 2007 : Jeux doubles de Cristina Comencini, mise en scène Claudia Stavisky, Les Célestins (Lyon), tournée
- 2009 : La Ménagerie de verre de Tennessee Williams, mise en scène Jacques Nichet, Théâtre de la Commune d'Aubervilliers, tournée
- 2010 : Le Dindon de Georges Feydeau, mise en scène Philippe Adrien, Théâtre de la Tempête, tournée
- 2011 : Je disparais d’Arne Lygre, mise en scène Stéphane Braunschweig, Théâtre national de la Colline, tournée
- 2013 : Entre les actes de Virginia Woolf, mise en scène Lisa Würmser, Vingtième Théâtre, tournée
- 2014 : Le Canard sauvage de Henrik Ibsen, mise en scène Stéphane Braunschweig, Théâtre national de la Colline, tournée
- 2014 : Rien de moi d’Arne Lygre, mise en scène Stéphane Braunschweig, Théâtre national de la Colline, tournée
- 2015 : Le Rêve de D’Alembert d'après Denis Diderot, mise en scène Alain Bézu, Théâtre des Deux Rives
- 2015 : Trissotin ou Les Femmes savantes de Molière, mise en scène Macha Makeïeff, Nuits de Fourvière
- 2015 : Roberto Zucco de Bernard-Marie Koltès, mise en scène de Richard Brunel, tournée

- 2015 : SEP en Scène d'après et mise en scène Isabelle Janier, Plaisir
- 2017 : Soudain l’été dernier de Tennessee Williams, mise en scène Stéphane Braunschweig, Théâtre de l'Odéon
- 2017 : Vie et mort de H. Pique-assiette et souffre-douleur de Hanoch Levin, mise en scène Clément Poirée, Théâtre de la Tempête
- 2018 : Une affaire d’âme d’Ingmar Bergman, mise en scène Céline Agniel, Centre d'Animation de Beaulieu de Poitiers
- 2018 : J’ai rêvé la révolution de Catherine Anne et mise en scène Catherine Anne et Françoise Fouquet, tournée
- 2020 : Un petit souffle et j'allais tomber de Luce Mouchel, mise en scène Pierre-Alain Chapuis sur Directauthéâtre.com
- 2025 : Faire semblant d'être moi de Luce Mouchel, mise en scène Xavier Maurel, Théâtre La Flèche

## Radio
- 2007 : Outrage au public de Peter Handke, sur France Culture[4]
- 2014-2022 : 57, rue de Varenne, feuilleton de François Pérache sur France culture - Réalisation Cédric Aussire[5]